# Aydilge Sarp
Aydilge Sarp, també coneguda com a Aydilge (Kütahya, 25 de juny de 1979), és una cantautora de rock i escriptora turca.

## Àlbums
- Küçük Şarkı Evreni (L'univers petit de la cançó, 2006)
- Sobe (Pillat!, 2009)
- Kilit (Pany, 2011)
- Yalnızlıkla Yaptım (Fet a la soledat, 2013)

## Llibres
- Kalemimin Ucundaki Düşler (Els somnis al punt del meu càlam, contes, 1998[1])
- Bulimia Sokağı (Carrer de bulímia, novel·la, 2002[2])
- Altın Aşk Vuruşu (Èxit d'or de l'amor, novel·la, 2004[3])